# Феаунати, Айзек
Айзек Феаунати (англ. Isaac Fe'aunati, родился 23 июля 1973 года в Веллингтоне) — новозеландский и самоанский регбист, игравший на позиции восьмого.

## Биография

### Карьера игрока
Уроженец Веллингтона, Феаунати начал свою регбийную карьеру в составе шотландского клуба «Мелроуз», дебютировав за клуб в матче против шотландского «Хэвика» 13 сентября 1995 года (победа 31:3). В чемпионате провинций Новой Зеландии, известном как Mitre 10 Cup, он выступал за провинцию Веллингтон с 1995 года; в составе «Мелроуз» он выиграл чемпионат Шотландии.
В 1997 году Айзек вернулся в Новую Зеландию, где дебютировал в Супер 12 в составе клуба «Крусейдерс» из Крайстчёрча, а в 1998 году перебрался в Англию, где играл за «Лондон Айриш». С 1996 по 2006 годы Феаунати выступал за сборную Самоа, откуда родом были его предки и где он прежде не бывал — дебютную игру провёл 12 ноября 1996 года против Ирландии в Дублине, а в 1999 году выступил в составе сборной Самоа на чемпионате мира в Уэльсе. Также в 1997 году он сыграл на чемпионате мира по регби-7 в Гонконге (сборная дошла до полуфинала в розыгрыше Кубка, главного трофея турнира). Всего он сыграл 14 матчей и набрал 10 очков.
В 2000 году он перешёл в «Ротерем» — дебютант Английской Премьер-Лиги, по окончании сезона перешёл в «Лидс Тайкс». В 2003 году и до конца карьеры выступал за клуб «Бат», в котором провёл пять сезонов и сумел сыграть в Европейском кубке вызова в свой последний игровой сезон.

### После карьеры игрока
В 2008—2014 годах Феаунати занимал пост тренера регбийной команды средней школы имени епископа Везея в Саттон-Колдфилде (около Бирмингема, Вест-Мидлендс). В 2009 году на экраны вышел фильм Клинта Иствуда «Непокорённый» о приходе Нельсона Манделы на пост президента ЮАР и проведении в стране чемпионата мира по регби в 1995 году, в котором победу одержала сборная ЮАР, и в этом фильме Айзек Феаунати сыграл роль легендарного новозеландского регбиста Джоны Лому.